# Tyngdlyftning vid Samväldesspelen 2006
Tyngdlyftningen vid samväldesspelen 2006 hölls vid Melbourne Exhibition and Convention Centre mellan 16 mars och 24 mars 2006.

## Herrar

### 56 kilogram
| Plats | Namn                    | Land             | Vikt   |
| ----- | ----------------------- | ---------------- | ------ |
|       | Baharom Mohd Faizal Bin | Malaysia         | 255 kg |
|       | Vicky Batta             | Indien           | 245 kg |
|       | Guntali Matin Bin       | Malaysia         | 238 kg |
| 4     | Raju Edwin              | Indien           | 235 kg |
| 5     | Daniel Koum Koum        | Kamerun          | 231 kg |
| 6     | Nayden Rusev            | Cypern           | 222 kg |
| 7     | Starron Dowabobo        | Nauru            | 220 kg |
| 8     | Mubarak Kivumbi         | Uganda           | 218 kg |
| 9     | Akramul Haque           | Bangladesh       | 218 kg |
| 10    | Obrie Nondo             | Zambia           | 215 kg |
| 11    | Alphonso Riaan Adonis   | Sydafrika        | 212 kg |
| 12    | Ismail Katamba          | Uganda           | 210 kg |
| 13    | Joe Namuno              | Papua Nya Guinea | 195 kg |
| 14    | Leo Kivavie             | Papua Nya Guinea | 180 kg |
| 15    | Relebohile Motjamela    | Lesotho          | 155 kg |
| 16    | Emil Nishantha          | Sri Lanka        | 95 kg  |

### 62 kilogram
| Plats | Namn                     | Land         | Vikt   |
| ----- | ------------------------ | ------------ | ------ |
|       | Chinthana Vidanage       | Sri Lanka    | 271 kg |
|       | Arun Murugesan           | Indien       | 271 kg |
|       | Abdul Rashid Roswadi Bin | Malaysia     | 261 kg |
| 4     | Muhammad Ishtiaq Ghafoor | Pakistan     | 258 kg |
| 5     | Mahayudin Naharudin Bin  | Malaysia     | 257 kg |
| 6     | Md Hamidul Islam         | Bangladesh   | 256 kg |
| 7     | Bernadin Kinguematam     | Kamerun      | 255 kg |
| 8     | Yurik Sarkisian          | Australien   | 255 kg |
| 9     | Sébastien Groulx         | Kanada       | 253 kg |
| 10    | Otshile Greg Shushu      | Sydafrika    | 242 kg |
| 11    | Dimitris Minasidis       | Cypern       | 242 kg |
| 12    | Antoni Sudesh            | Sri Lanka    | 235 kg |
| 13    | Musa Kamara              | Sierra Leone | 222 kg |
| 14    | Makhosi Shabalala        | Swaziland    | 220 kg |
| 15    | Ika Alfred Aliklik       | Nauru        | 216 kg |
| 16    | Moses Kimbowa            | Uganda       | 211 kg |
| 17    | Tekaei Temake            | Kiribati     | 208 kg |
| 18    | Tsepo Matsoso            | Lesotho      | 145 kg |
| 19    | Kamran Panjavi           | England      | 118 kg |
| 20    | Constantine Vasiliades   | Cypern       | 0 kg   |

### 69 kilogram
| Plats | Namn                      | Land         | Vikt   |
| ----- | ------------------------- | ------------ | ------ |
|       | Benjamin Alexander Turner | Australien   | 294 kg |
|       | Muhammad Hidayat          | Malaysia     | 293 kg |
|       | Sudhir Kumar              | Indien       | 287 kg |
| 4     | François Etoundi          | Kamerun      | 286 kg |
| 5     | Joel Christopher Wilson   | Australien   | 283 kg |
| 6     | Mark Graham Spooner       | Nya Zeeland  | 279 kg |
| 7     | Francis Luna-Grenier      | Kanada       | 276 kg |
| 8     | Josefa Vueti              | Fiji         | 272 kg |
| 9     | Alexandros Amanatidis     | Cypern       | 259 kg |
| 10    | Jalon Renos Doweiya       | Nauru        | 255 kg |
| 11    | Romeo Teofilo Simeon      | Seychellerna | 240 kg |
| 12    | Esau Logona               | Tuvalu       | 236 kg |
| 13    | Magarajen Monien          | Mauritius    | 225 kg |
| 14    | Gift Mwewa                | Zambia       | 223 kg |
| 15    | Beru Karianako            | Kiribati     | 0 kg   |

### 77 kilogram
| Plats | Namn                    | Land        | Vikt   |
| ----- | ----------------------- | ----------- | ------ |
|       | Majeti Fetrie           | Ghana       | 309 kg |
|       | Mohammed Zakir Asdullah | Indien      | 301 kg |
|       | Muhammad Irfan Irfan    | Pakistan    | 299 kg |
| 4     | Richard John Patterson  | Nya Zeeland | 293 kg |
| 5     | Faavae Faauliuli        | Samoa       | 283 kg |
| 6     | David Katoatau          | Kiribati    | 275 kg |
| 7     | Dayan Nawendra          | Sri Lanka   | 256 kg |
| 8     | Dhanushka Nicholas      | Sri Lanka   | 256 kg |
| 9     | Jack Odongo Yaya        | Kenya       | 255 kg |
| 10    | Kelepulu Makahili       | Tonga       | 240 kg |
| 11    | Linda Matsebula         | Swaziland   | 220 kg |
| 12    | Lebohang Ratsiu         | Lesotho     | 130 kg |
| 13    | Yukio Peter             | Nauru       | 0 kg   |

### 85 kilogram
| Plats | Namn                   | Land         | Vikt   |
| ----- | ---------------------- | ------------ | ------ |
|       | Shuja-Ud-Din Malik     | Pakistan     | 343 kg |
|       | Brice Vivien Batchaya  | Kamerun      | 331 kg |
|       | Simplice Ribouem       | Kamerun      | 325 kg |
| 4     | Satheesha Rai          | Indien       | 322 kg |
| 5     | Darryn David Anthony   | Sydafrika    | 310 kg |
| 6     | Peter Duncan Kirkbride | Skottland    | 297 kg |
| 7     | David Obiero           | Kenya        | 263 kg |
| 8     | Teataua Tiito          | Kiribati     | 257 kg |
| 9     | Abu-Bakarr Kabia       | Sierra Leone | 250 kg |

### 94 kilogram
| Plats | Namn                    | Land         | Vikt   |
| ----- | ----------------------- | ------------ | ------ |
|       | Aleksan Karapetyan      | Australien   | 350 kg |
|       | Simon Francis Heffernan | Australien   | 332 kg |
|       | Thomas Litster Yule     | Skottland    | 326 kg |
| 4     | Grant Haynes Cavit      | Nya Zeeland  | 320 kg |
| 5     | Dalas-John Santavy      | Kanada       | 319 kg |
| 6     | Nicolas Roberts         | Kanada       | 318 kg |
| 7     | Can Osman               | Cypern       | 293 kg |
| 8     | Michael Johnson Abotsi  | Ghana        | 287 kg |
| 9     | Achilleas Michail       | Cypern       | 0 kg   |
| 10    | Steven Jeffrey Baccus   | Seychellerna | 0 kg   |

### 105 kilogram
| Plats | Namn                       | Land         | Vikt   |
| ----- | -------------------------- | ------------ | ------ |
|       | Akos Sandor                | Kanada       | 341 kg |
|       | Valeriane Sarava           | Australien   | 333 kg |
|       | Che Mohd Azrol Bin Che Mat | Malaysia     | 330 kg |
| 4     | Gurbinder Singh Cheema     | England      | 330 kg |
| 5     | Sajjad Amin Malik          | Pakistan     | 328 kg |
| 6     | Niusila Opeloge            | Samoa        | 315 kg |
| 7     | Tavita Tuuamaalii          | Samoa        | 310 kg |
| 8     | Ivorn Preston McKnee       | Barbados     | 295 kg |
| 9     | Sam Pera Jr.               | Cooköarna    | 293 kg |
| 10    | Sam Pera Sr.               | Cooköarna    | 281 kg |
| 11    | Sudesh Narayana            | Sri Lanka    | 245 kg |
| 12    | Anthony Soalla-Bell        | Sierra Leone | 215 kg |
| 13    | Ranjith Kumara             | Sri Lanka    | 0 kg   |

### Över 105 kilogram
| Plats | Namn                  | Land       | Vikt   |
| ----- | --------------------- | ---------- | ------ |
|       | Chris Rae             | Australien | 388 kg |
|       | Damon Joseph Kelly    | Australien | 385 kg |
|       | Itte Detenamo         | Nauru      | 360 kg |
| 4     | Maamaloa Lolohea      | Tonga      | 312 kg |
| 5     | Terrance Perdue       | Wales      | 311 kg |
| 6     | Marea Taomati         | Kiribati   | 296 kg |
| 7     | Bernard Senyo Fetrie  | Ghana      | 270 kg |
| 8     | Leon Tomailuga        | Niue       | 236 kg |
| 9     | Jody Senatule Laufoli | Niue       | 200 kg |

### Handikappade
| Plats | Namn                          | Land        | Poäng* |
| ----- | ----------------------------- | ----------- | ------ |
|       | Ruel Ishaku                   | Nigeria     | 190.2  |
|       | Jason Lee Irving              | England     | 180.8  |
|       | Darren Leslie Gardiner        | Australien  | 178.9  |
| 4     | Samson Okuto Abayo            | Kenya       | 174.6  |
| 5     | Kenneth William Charles Doyle | Kanada      | 170.4  |
| 6     | Rajinder Singh Rahelu         | Indien      | 170.0  |
| 7     | George Taamaru                | Nya Zeeland | 168.4  |
| 8     | Chia Chern Koh                | Malaysia    | 159.1  |
| 9     | Sadun Perera                  | Sri Lanka   | 157.2  |
| 10    | Farman Basha                  | Indien      | 156.8  |
| 11    | Anthony Ronald Peddle         | England     | 156.7  |
| 12    | Steven Keith Green            | Australien  | 152.1  |
| 13    | Sachin Chaudhary              | Indien      | 152.1  |
| 14    | Ricardo Roberto FitzPatrick   | Sydafrika   | 149.6  |
| 15    | Paul Charles Hyde             | Australien  | 149.2  |
| 16    | Evgeni Nikolaevich Popov      | Sydafrika   | 147.5  |
| 17    | Denis Omondi Muga             | Kenya       | 132.7  |
| 18    | Ernest Justin Nyabalale       | Tanzania    | 127.1  |
| 19    | Joseph Ochieng Otieno         | Kenya       | 120.8  |
| 20    | Gideon Mark Griffiths         | Wales       | 117.1  |
| 21    | Seif Ally Chembela            | Tanzania    | 116.2  |

- Poängsumman är en kombination av de vikter tyngdlyftare lyft och den handikappklass han ingår i.

## Damer

### 48 kilogram
| Plats | Namn                       | Land             | Vikt   |
| ----- | -------------------------- | ---------------- | ------ |
|       | Kunjarani Devi Nameirakpam | Indien           | 166 kg |
|       | Marilou Dozios-Prévost     | Kanada           | 165 kg |
|       | Erika Yuriko Iris Yamasaki | Australien       | 153 kg |
| 4     | Joanne Elizabeth Calvino   | England          | 147 kg |
| 5     | Zakaria Zaira Binti        | Malaysia         | 145 kg |
| 6     | Suzanne Hiram              | Nauru            | 140 kg |
| 7     | Molla Shabira              | Bangladesh       | 131 kg |
| 8     | Julie Florida Matatiken    | Seychellerna     | 125 kg |
| 9     | Kathleen Hare              | Papua Nya Guinea | 124 kg |
| 10    | Portia Charmaine Vries     | Sydafrika        | 65 kg  |
| 11    | Kate Louise Howard         | Wales            | 58 kg  |

### 53 kilogram
| Plats | Namn                      | Land             | Vikt   |
| ----- | ------------------------- | ---------------- | ------ |
|       | Maryse Turcotte           | Kanada           | 188 kg |
|       | Dika Loa Toua             | Papua Nya Guinea | 181 kg |
|       | Nadeene Jehan Latif       | Australien       | 152 kg |
| 4     | Clementina Ciana Agricole | Seychellerna     | 152 kg |
| 5     | Wendy Hale                | Salomonöarna     | 142 kg |

### 58 kilogram
| Plats | Namn                    | Land             | Vikt   |
| ----- | ----------------------- | ---------------- | ------ |
|       | Yumnam Chanu            | Indien           | 185 kg |
|       | Emily Beth Quarton      | Kanada           | 178 kg |
|       | Natasha Jane Barker     | Australien       | 178 kg |
| 4     | Rita Kari               | Papua Nya Guinea | 177 kg |
| 5     | Mona Pretorius          | Sydafrika        | 170 kg |
| 6     | Laure Miyenga           | Kamerun          | 153 kg |
| 7     | Nadini Gunasekara       | Sri Lanka        | 153 kg |
| 8     | Joanne Tina Savastio    | England          | 143 kg |
| 9     | Jacqueline Louise White | Australien       | 77 kg  |
| 10    | Jacinta Moli Willie     | Salomonöarna     | 0 kg   |

### 63 kilogram
| Plats | Namn                    | Land     | Vikt   |
| ----- | ----------------------- | -------- | ------ |
|       | Michaela Alica Breeze   | Wales    | 220 kg |
|       | Christine Girard        | Kanada   | 212 kg |
|       | Miel McGerrigle         | Kanada   | 190 kg |
| 4     | Johari Nurul Farhanah   | Malaysia | 175 kg |
| 5     | Gaelle Nayo Ketchanke   | Kamerun  | 170 kg |
| 6     | Annette Doreen Campbell | England  | 165 kg |
| 7     | Mercy Apondi Obiero     | Kenya    | 161 kg |

### 69 kilogram
| Plats | Namn                   | Land         | Vikt   |
| ----- | ---------------------- | ------------ | ------ |
|       | Jeane Elizabeth Lassen | Kanada       | 229 kg |
|       | Laishram Monika Devi   | Indien       | 222 kg |
|       | Janet Marie Thelermont | Seychellerna | 205 kg |
| 4     | Amanda Susan Phillips  | Australien   | 193 kg |
| 5     | Natasha Perdue         | Wales        | 170 kg |
| 6     | Irene Ajambo           | Uganda       | 160 kg |
| 7     | Agnes Selepe           | Lesotho      | 76 kg  |

### 75 kilogram
| Plats | Namn                  | Land       | Vikt   |
| ----- | --------------------- | ---------- | ------ |
|       | Deborah Esther Lovely | Australien | 208 kg |
|       | Sheba Deireragea      | Nauru      | 202 kg |
|       | Babalwa Ndleleni      | Sydafrika  | 182 kg |
| 4     | Lindsay Borg          | Malta      | 165 kg |
| 5     | Mariam Nalubanga      | Uganda     | 160 kg |
| 6     | Bothobile Shebe       | Lesotho    | 100 kg |

### Över 75 kilogram
| Plats | Namn                | Land        | Vikt   |
| ----- | ------------------- | ----------- | ------ |
|       | Geeta Rani          | Indien      | 241 kg |
|       | Simple Kaur Bhumrah | Indien      | 240 kg |
|       | Keisha-Dean Soffe   | Nya Zeeland | 224 kg |
| 4     | Sheeva Peo Cook     | Nauru       | 215 kg |
| 5     | Sioe Haioti         | Niue        | 214 kg |
| 6     | Asenaca Shaw        | Fiji        | 210 kg |
| 7     | Kefilini Tualau     | Tonga       | 210 kg |
| 8     | Narita Viliamu      | Niue        | 202 kg |
| 9     | Ele Opeloge         | Samoa       | 185 kg |
| 10    | Shalinee Valaydon   | Mauritius   | 130 kg |
| 11    | Moitheri Phoba      | Lesotho     | 80 kg  |

## Medaljliga
| Plats | Land             | guld | silver | brons | totaal |
| ----- | ---------------- | ---- | ------ | ----- | ------ |
| 1     | Australien       | 4    | 3      | 4     | 11     |
| 2     | Indien           | 3    | 5      | 1     | 9      |
| 3     | Kanada           | 3    | 3      | 1     | 7      |
| 4     | Malaysia         | 1    | 1      | 3     | 5      |
| 5     | Pakistan         | 1    | 0      | 1     | 2      |
| 6     | Ghana            | 1    | 0      | 0     | 1      |
|       | Nigeria          | 1    | 0      | 0     | 1      |
|       | Sri Lanka        | 1    | 0      | 0     | 1      |
|       | Wales            | 1    | 0      | 0     | 1      |
| 10    | Kamerun          | 0    | 1      | 1     | 2      |
|       | Nauru            | 0    | 1      | 1     | 2      |
| 12    | England          | 0    | 1      | 0     | 1      |
|       | Papua Nya Guinea | 0    | 1      | 0     | 1      |
| 14    | Nya Zeeland      | 0    | 0      | 1     | 1      |
|       | Skottland        | 0    | 0      | 1     | 1      |
|       | Seychellerna     | 0    | 0      | 1     | 1      |
|       | Sydafrika        | 0    | 0      | 1     | 1      |